# Aporé
Aporé é um município brasileiro do interior do estado de Goiás, Região Centro-Oeste do país. Sua população era de 4.110 habitantes, conforme estimativa do IBGE de 2016.
A história de Aporé remonta o início do século XX, perto da pequena vila de Arraial do Corrente, que já existia. Com a decadência econômica do Arraial, o fazendeiro Sr. João Nunes planta próximo às margens do Rio Aporé, as sementes do que viria se tornar a cidade do Aporé com a doação de terras para que a Igreja Católica criasse uma capela, a capela do Divino Espírito Santo. Uma ponte foi construída sobre o rio Aporé, permitindo a comunicação com o então Estado do Mato Grosso. Em 1938 apareceram as primeiras casas do povoado que foi chamado de Aporé em homenagem ao Rio que atravessa seu território. Aporé, significa "rio dos peixes". Em 1958, a vila de Aporé se transforma no município do Aporé.